# Mezzopiano

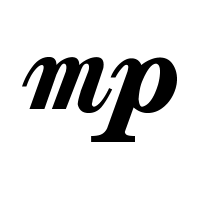
Abreviatura

Mezzopiano (de l'italià mezzo, mitjà; i piano, suau) és un terme utilitzat en notació musical per indicar una determinada intensitat en el so, és a dir, un determinat matís. La seva abreviatura és 'mp'. La intensitat que indica mezzopiano és moderadament suau, més gran que la que indica piano i menor que la que indica mezzoforte.
A les partitures apareix sempre de manera abreujada, sempre sota el pentagrama i precisament sota la nota on comença l'esmentada dinàmica. L'obra se segueix tocant mezzopiano des d'aquest punt d'ara endavant, fins que aparegui un nou indicador de dinàmica.